# Destroy Erase Improve
Destroy Erase Improve ist das dritte Album der Progressive-Metal-Band Meshuggah, das am 25. Juli 1995 bei Nuclear Blast erschien.

## Entstehung
Das Album war der Nachfolger zu ihrem Debüt Contradictions Collapse aus dem Jahr 1991. Es wurde im Februar 1995 in den schwedischen Soundfront Studios in Uppsala aufgenommen und dort von Fredrik Thordendal abgemischt. Produziert wurde das Album von Daniel Bergstrand. Im Anschluss wurde der Tonträger von Peter In de Betou im Stockholmer Cutting Room gemastert.

## Titelliste
1. Future Breed Machine – 5:48
2. Beneath – 5:38
3. Soul Burn – 5:17
4. Transfixion – 3:33
5. Vanished – 5:04
6. Acrid Placidity – 3:16
7. Inside What’s Within Behind – 3:47
8. Terminal Illusions – 3:44
9. Suffer in Truth – 4:20
10. Sublevels – 5:14

### Bonuslieder
Dier Wiederveröffentlichung am 25. August 2008 über Nuclear Blast wurden folgende Bonuslieder hinzugefügt:
1. Vanished (Demo) – 5:34
2. Suffer in Truth (Demo) – 4:27
3. Inside What’s Within Behind (Demo) – 4:11
4. Gods of Rapture (Live) – 4:54
5. Aztec Two Step – 10:44

## Musikstil und Texte
Charakteristisch ist vor allem die in den Liedern angewandte Polyrhythmik. Stilprägend sind zudem die technisch anspruchsvollen Gitarrensoli Thordendals, die als ausgefallen beschrieben werden. Die Lieder haben einen aggressiven Klang, wobei jedes Lied „von verstörend-halluzinatorischem (Beneath, Suffer in Truth) bis brachial-genickbrechendem (Future Breed Machine, Vanished) Riffing unterlegt“ wird. Technisch anspruchsvoll ist ebenfalls das Spiel des Schlagzeugs, das mit den hin- und her wuselnden, krummen sowie rechteckigen Takten jongliert. Neben dem üblichen gutturalen Gesang, verwendet Kidman in Liedern wie Sublevels Sprechgesang. Textlich handeln die Lieder von „gottgleicher Wissenschaft über innere Unruhe bis hin zu Medienterrorismus“ oder auch futuristische Themen wie die Integration von Maschinen in den menschlichen Organismus als nächsten, logischen evolutionären Schritt. Siggy Zielinski von Babyblaue Seiten vergleicht die Lieder mit den „aggressivsten, thrashigsten Metallica-Stücke[n]“, wobei Meshuggahs Werke „um einiges vertrackter und abwechslungsreicher“ seien. Der Gesang wird mit dem von Phil Anselmo von Pantera verglichen. Die Lieder sind zudem durch „relaxte, balladeske oder atmosphärische – bei alledem natürlich immer noch gitarrenorientierte – instrumentale Fragmente“ durchsetzt. Gabe verglich die Liedstrukturen mit denen von Watchtower und Cynic. John Serba von Allmusic verglich Thorndals Gitarrenspiel mit dem von Allan Holdsworth und stellt fest, dass die Band sich aus verschiedenen Genres wie Fusion, Thrash Metal, Math Metal und Hardcore Punk bedient habe.

## Kritiken
Lasse Rosenberger von powermetal.de befand, dass die Band Klassiker in puncto Brachialität und Songwriting geschaffen habe. Siggy Zielinski von Babyblaue Seiten lobte vor allem das technisch saubere Zusammenspiel der Instrumente und bezeichnet es als „beeindruckend, mit welcher Selbstverständlichkeit der Meshuggah-Schlagzeuger beispielsweise die Akkordfolgen der Rhythmusgitarre leicht verzögert nachspielen kann, oder wie die hochkomplizierten, für die Rhythmusgitarren und Schlagzeug genauestens festgelegten Rhythmuswechsel die unbändige Energie der Band nur noch konzentrierter erscheinen lassen“. Das Album erreichte eine Bewertung von 11 aus 15 möglichen Punkten. Gabe von The Metal Observer spricht von einem persönlichen Klassiker und hob vor allem das technisch anspruchsvolle Spiel der Instrumente und vor allem die gute Umsetzung der Polyrhythmik hervor und vergab 9,5 von 10 möglichen Punkten. John Serba von Allmusic lobte die vorangegangenen Punkte ebenfalls, wobei sich Fear Factory an ähnlicher Musik versucht habe, Meshuggah diese aber deklassiere. Serba bezeichnet das Album weiterhin als Klassiker der 1990er-Jahre und vergab 4,5 von 5 möglichen Punkten. Oliver Recker vom Metal Hammer schrieb, die Lieder seien „meilenweit entfernt von dem ist, was man allgemeinhin als leicht zugänglich bezeichnet“, sodass man „den Zuhörer aber auch an den [Rand] des Nervenzusammenbruchs“ treibe. Die Stücke seien „‚nur‘ wahnsinnig klasse in der einen, wahnsinnig nervig in der anderen Minute“. Außerdem schrieb er, dass, wenn man noch einen Keyboarder zur Besetzung hinzufügte, „die fünf Ausnahmetalente in Sachen Instrumentenbeherrschung die Dream Theater der Ultraharten“ wären. Recker vergab 6 von 7 möglichen Punkten. Im Juni 2015 wählte das renommierte Fachblatt Rolling Stone das Album auf Platz 42 der 50 besten Progressive-Rock-Alben aller Zeiten.